# HD 132406
HD 132406 ist ein 221 Lichtjahre von der Erde entfernter Gelber Zwerg mit einer Rektaszension von 14h 56m 55s und einer Deklination von +53° 22' 56". Er besitzt eine scheinbare Helligkeit von 8,45 mag. Im Jahre 2007 entdeckte Ronaldo Da Silva einen extrasolaren Planeten, der diesen Stern umkreist. Dieser trägt den Namen HD 132406 b.